# L'esercito di papà
L'esercito di papà (Dad's Army) è un film del 2016 diretto da Oliver Parker, con Bill Nighy, Catherine Zeta-Jones e Toby Jones.
Il film è basato sull'omonima serie televisiva britannica prodotta dal 1968 al 1977.

## Trama
1944. La seconda guerra mondiale sta per volgere al termine, le truppe americane stanno per invadere la Francia e liberarla dall' esercito tedesco, ma nella piccola città di Walmington-on-Sea il morale e la guardia sono basse. Una nuova missione attende i soldati: pattugliare una base militare di Dover, la quale sarà fonte di riscatto, almeno fino a quando non arriva Rose Winters, affascinante giornalista che scriverà tutte le gesta dei coraggiosi ufficiali. Winters farà innamorare gli uomini e ingelosire le donne, le quali si trovano sempre più in disparte. Nel frattempo all'MI5 arriverà un segnale radio inviato a Berlino da Walmington-on-Sea. Il nemico è alle spalle. L'esito della guerra è in gioco, il rischio è alto e questi eroi metteranno in gioco tutta la loro abilità.

## Distribuzione
Il film è uscito nelle sale cinematografiche del Regno Unito il 5 febbraio 2016. In Italia è stato distribuito in video on demand.